# Андерсон, Элла
Элла Айко Андерсон (англ. Ella Aiko Anderson; род. 26 марта 2005, Ипсиланти) — американская юная актриса, в первую очередь известная по ролям Пайпер Харт в ситкоме Nickelodeon «Опасный Генри» и Рэйчел Роллингс в фильме «Большой босс».

## Карьера
Свою актёрскую карьеру начала в возрасте пяти лет. Играла роль Хейзел в сериале Disney Channel «Высший класс». В 2012 году снялась в комедийном сериале «Воспитывая Хоуп», где исполнила роль маленькой девочки, в руке которой застряла игла. В 2013 году Андерсон исполнила роль Дарси Стюарт в сериале «Собака точка ком» и Дженни Пик в сериале «Воспитывая Хоуп». В 2014 году сыграла роль маленькой девочки в телефильме «Очень странный рай». Также она исполнила роль Пайпер Харт, младшей сестры Генри в сериале «Опасный Генри», и появилась также в фильме «Незаконченный бизнес».
Присутствовала на церемонии Nickelodeon Kids Choice Awards в 2015 и 2016 годах.
В 2016 году исполнила роли Рэйчел Роллингс в фильме «Большой босс» и Вики в фильме «Несносные леди». В 2017 году исполнила роль 11-летней Джанетт Уоллс в фильме «Стеклянный замок».

## Фильмография
| Год       | Название                          | Роль                    | Примечания                                                              |
| --------- | --------------------------------- | ----------------------- | ----------------------------------------------------------------------- |
| 2011      | Последний настоящий мужчина       | Хейли                   | Телефильм                                                               |
| 2011      | Высший класс                      | Хезел                   | 2 эпизода: «Creative ConsultANT» и «AmusemANT Park»                     |
| 2012      | Воспитывая Хоуп                   | Энни                    |                                                                         |
| 2013      | Собака точка ком                  | Дарси Стюарт            | 2 эпизода: «Старое желание Стэна» и «Хорошая девочка становится плохой» |
| 2013      | Лив и Мэдди                       | Дженни Кин              | Эпизод: «Fa-La-La-a-Rooney»                                             |
| 2014      | Очень странный рай                | Митзи                   | Телефильм                                                               |
| 2014      | Одержимость Майкла Кинга          | Элла Кинг               |                                                                         |
| 2014—2020 | Опасный Генри                     | Пайпер Харт             | Главная роль                                                            |
| 2015      | Незаконченный бизнес              | Бесс Трукман            | Фильм                                                                   |
| 2015      | Рождественский выпуск Nickelodeon | Олив                    | Специальный телевыпуск                                                  |
| 2015      | Whisker Haven                     | Honeycake               | Озвучка; 2 эпизода                                                      |
| 2016      | Большой босс                      | Рэйчел Роулингс         | Фильм                                                                   |
| 2016      | Несносные леди                    | Вики                    | Фильм                                                                   |
| 2017      | Стеклянный замок                  | 11-летняя Джаннет Уоллс | Фильм                                                                   |
| 2018      | The Adventures of Kid Danger      | Пайпер                  | Главная роль (озвучка)                                                  |
| 2018      | Детство Шелдона                   | Эрика                   | Эпизод: «Соперник-вундеркинд и сэр Исаак Нейтрон»                       |
| 2019      | Всякая всячина                    | В роли самой себя       | Эпизод 1105                                                             |

## Награды и номинации
| Год  | Награда             | Категория               | Номинированная работа | Результат | Источники |
| ---- | ------------------- | ----------------------- | --------------------- | --------- | --------- |
| 2020 | Kids' Choice Awards | Favorite Female TV Star | Опасный Генри         | Номинация | [ 8 ]     |